# Arapuã
Arapuã este un oraș în Paraná (PR), Brazilia. 